# Rhinoderma rufum
Rhinoderma rufum é uma espécie de anfíbio da família Rhinodermatidae. Endêmica do Chile, ocorria de 33° 30'S a 37° 50'S de Curicó (província de Curicó) a Ramadillas (província de Arauco) do nível do mar até 500 metros de altitude. O último registro para a espécie foi em 1978, podendo estar extinta.